# Martin Dupont
Martin Dupont — музыкальный коллектив, принадлежащий к французской экспериментальной новой волне.
Эта группа является одной из культовых на французской андеграундной сцене начала 80-х. Их музыка характеризуется как minimal synth со смешением мужского и женского вокала.

## Состав
- Alain Seghir — вокал, программирование, синтезатор, бас
- Beverley Jane Crew — вокал, синтезатор, кларнет, саксофон
- Brigitte Balian  — вокал, гитара
- Catherine Loy (в начале) — вокал, синтезатор

Перед изданием альбома Sleep is a Luxury группу покидает Кэтрин, но состав пополняет Беверли.

## Дискография

### Альбомы
| Год  | Название          | Формат      | Лейбл               |
| ---- | ----------------- | ----------- | ------------------- |
| 1984 | Just Because      | LP          | Facteurs d’ambiance |
| 1985 | Inedits 81-83     | K7(кассета) |                     |
| 1985 | Sleep is a Luxury | LP          |                     |
| 1987 | Hot Paradox       | LP          | Facteurs d’ambiance |
| 2008 | Lost and Late     | LP          | Minimal Wave        |

### Бокс-сет
В 2009 году лейблом Infrastition был издан бокс-сет из четырёх дисков, в который вошли новые версии всех трёх альбомов группы с бонус-треками, а также диск с неизданными композициями:
- CD 1: Just Because + bonus
- CD 2: Sleep is a Luxury + bonus
- CD 3: Hot Paradox + bonus
- CD 4: Other Souvenirs

### Синглы
| Год  | Название          | Формат | Лейбл       |
| ---- | ----------------- | ------ | ----------- |
| 1982 | «Your Passion» 7" | SP     | Turquoise D |

### Список компиляций, в которых использованы песни Martin Dupont
- Essai – Facteurs d'Ambiance (1988)
- A Tribute to Flexi-Pop Vol.4 (1998)
- Echo Location (2005)
- Transmission (81-89 The French Cold Wave) (2005)
- 15 (2006)
- RVB ~ Transfert (2006)
- Des Jeunes Gens Mödernes (2008)
- Ruines & Vanités (2008)
- Wave Klassix Volume 2 (2008)